# Майстри стародавньої мудрості
Майстри стародавньої мудрості – це, відповідно до теософського вчення, просвітленні особи, які досягли надлюдської стадії розвитку, проте обрали залишатись у втіленні на Землі щоб допомогти іншим шукачам істини. Першими хто використав даний термін були теософи Олена Блаватська, Генрі С. Олкотт, Альфред Сіннетт. Вони стверджували, що зустрічали деяких Майстрів протягом свого життя в різних частинах світу. Іноді теософи називають їх Старшими Братами Людства, Адептами, Магатмами або просто Майстрами.
Олена Блаватська популяризувала на Заході концепцію Майстрів. Спочатку всі повідомлення про них походили особисто від Блаватської. Та через кілька років двоє з цих адептів, Кутхумі (К.Х.) і Морія (M.), погодилися підтримувати листування з двома британськими теософами – А. Сіннеттом і А. О. Хьюмом . Це спілкування відбувалося з 1880 по 1885 рік, і таким чином заявлене існування Махатм стало публічним. Оригінали листів наразі зберігаються в Британській бібліотеці в Лондоні та були опубліковані як «Листи Махатм».

## Скептичний погляд
К. Пол Джонсон у своїй книзі «Розкриті Майстри: Мадам Блаватська та міф про Велике Біле Братство» припускає, що Майстри, яких, як стверджувала Мадам Блаватська, вона зустрічала особисто, є ідеалізаціями певних людей, з якими вона була знайома протягом свого життя.

## Подальше читання
- Кемпбелл, Брюс Ф. Історія теософського руху Берклі: 1980 University of California Press
- Годвін, Джоселін Теософське просвітництво Олбані, Нью-Йорк: 1994 Державний університет Нью-Йорка Press
- Johnson, K. Paul The Masters Revealed: Madam Blavatsky and Myth of the Great White Brotherhood Albany, New York: 1994 State University of New York Press
- Мелтон, Дж. Гордон Енциклопедія американських релігій 5-е видання Нью-Йорк: 1996 Gale ResearchISBN 0-8103-7714-4 ISSN 1066-1212 Розділ 18 – «Сім’я релігій стародавньої мудрості» сторінки 151-158; дивіться таблицю на сторінці 154 зі списком майстрів стародавньої мудрості ; Також див. Розділ 18, сторінки 717-757. Описи різних релігійних організацій Стародавньої Мудрості
- Відправник, Пабло Махатми проти Вознесених Майстрів Вітона, Il:Quest Summer 2011, Theosophical Society in America. Онлайн доступ .